# Öronvax

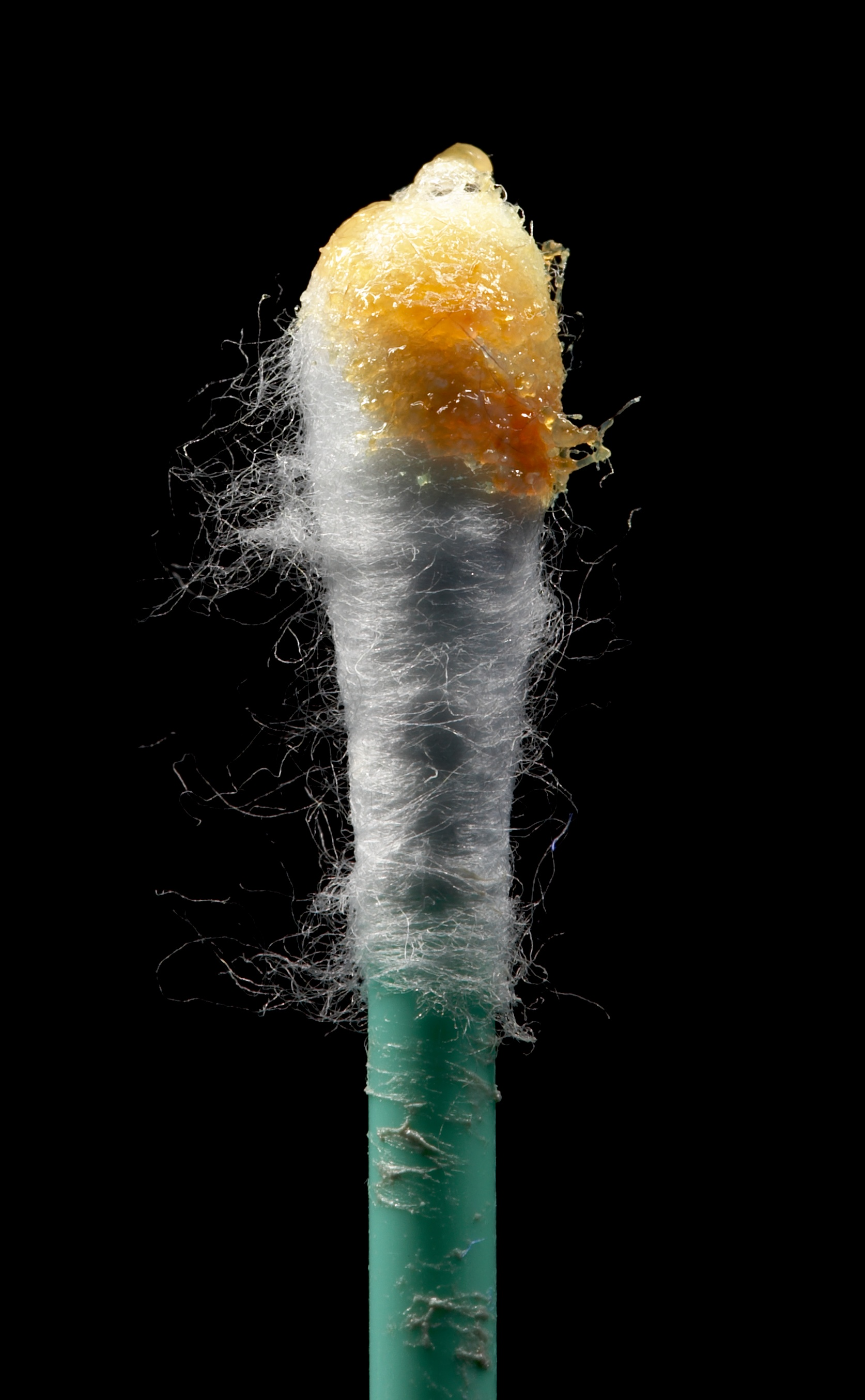
Öronvax på en bomullspinne.

Öronvax (latin cerumen) är de gul- eller brunaktiga, klibbiga avsöndringar i örat på människan och många andra däggdjur. Öronvaxet tjänstgör huvudsakligen för att hålla huden i örat mjuk och fuktig, men även för att fånga upp och stoppa främmande föremål som annars hade hamnat i hörselgången. Vanligen vandrar vaxet successivt ut ur örat och ersätts med nytt, men ibland kan gammalt vax klumpa ihop sig, fastna och bilda en propp som fyller hörselgången eller pressas mot trumhinnan. Detta kan ge besvär som nedsatt hörsel, tinnitus och i vissa fall yrsel. Dessa besvär försvinner så snart det sammanpackade vaxet tas bort, genom att först använda örondroppar och sedan skölja bort det med ljummet vatten.

## Genetik
Öronvax finns i två sorter, vått och torrt. Om man har den ena eller den andra sorten bestäms av en enda gen, ABCC11, där en mutation skapade det torra öronvaxet. Mutationen består av en enda ändrad "bokstav" (enkelnukleotid polymorfism) i den genetiska koden och detta är det hittills enda exemplet på att en så liten mutation ger upphov till ett synligt genetiskt drag. Mutationen uppstod i nordöstra Asien och är där i klar majoritet (ca 95 procent mot endast 3 procent i Europa/Afrika).
Förekomsten av vått öronvax är också kopplat till ökad utsöndring av kroppslukt.